# Apolochus menehune
Apolochus menehune är en kräftdjursart som först beskrevs av J. L. Barnard 1970.  Apolochus menehune ingår i släktet Apolochus och familjen Amphilochidae. Inga underarter finns listade i Catalogue of Life.